# Papo de Mulher: Almanaquezine de Fotonovelas

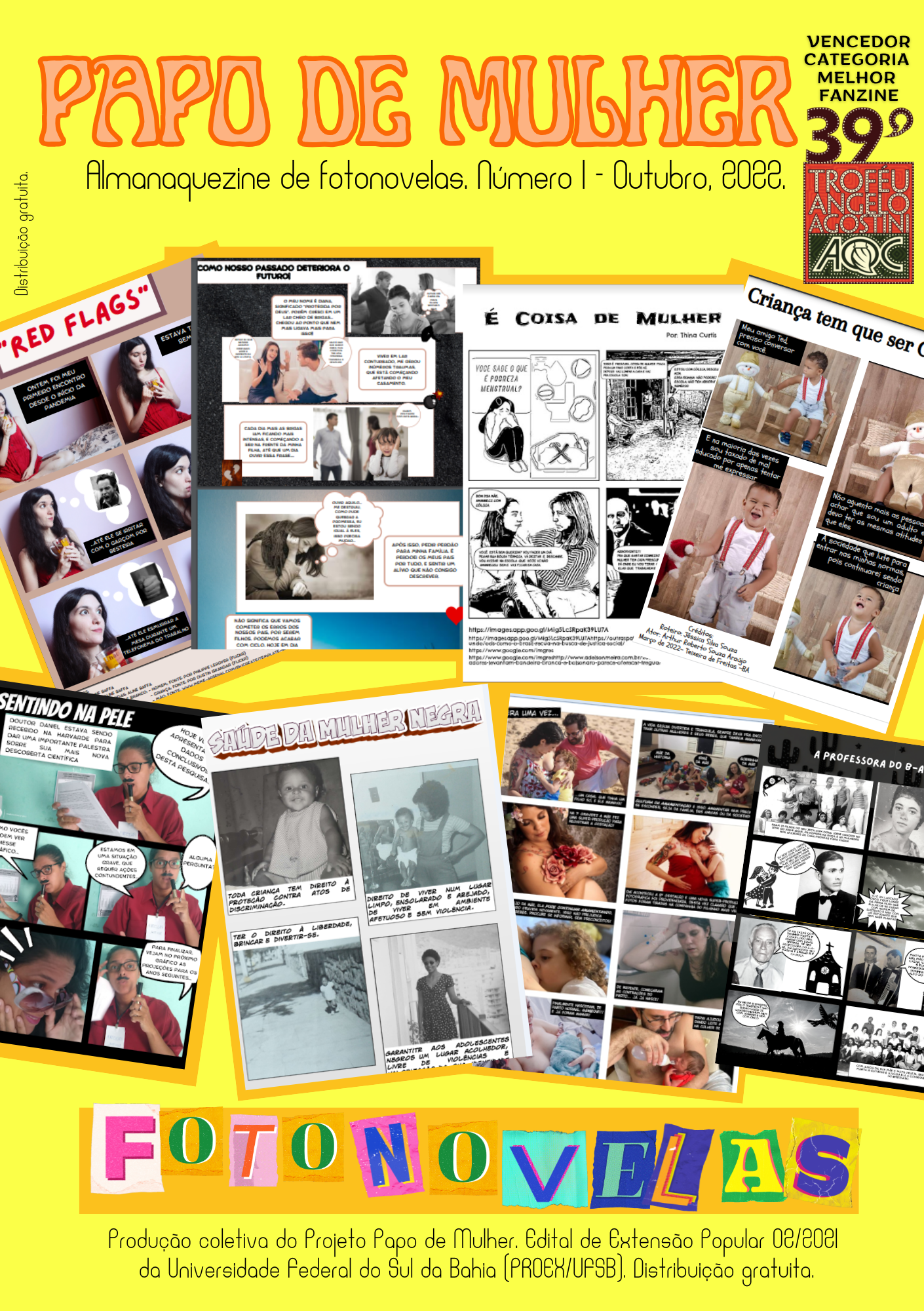
Capa do Almanaquezine Papo de Mulher premiado Troféu Ângelo Agostini

Papo de Mulher: Almanaquezine de Fotonovelas é um fanzine brasileiro organizado por Danielle Barros a partir de uma oficina de fotonovelas ligada ao projeto Papo de Mulher, apoiado pela Pró-Reitoria de Extensão e Cultura da Universidade Federal do Sul da Bahia (UFSB).
O projeto Papo de Mulher foi criado em 2021 no campus Paulo Freire da UFSB com o propósito de estudar o interesse pelas fotonovelas e os potenciais desse formato midiático para a divulgação de informações sobre prevenção e autocuidado para mulheres. Alguns artigos criados a partir do projeto foram "Mapeamento da utilização de Fotonovelas na educação e comunicação em saúde" (apresentado no 16º Congresso Internacional da Asociación Latinoamericana de Investigadores de la Comunicación) e "Fotonovelas sobre vida, saúde e sexualidade feminina: produções autorais no contexto da educação popular em saúde" (publicado no livro O Saber em Quadrinhos: Pesquisa, Práticas e Produção de Conhecimentos, lançado pela Associação de Pesquisadores em Arte Sequencial).
A coordenadora do projeto, Danielle Barros, desenvolveu dentro do projeto de extensão uma oficina de fotonovelas de forma remota em março de 2022, da qual resultou o fanzine Papo de Mulher: Almanaquezine de Fotonovelas. Com 24 páginas coloridas, a obra apresentou ao todo oito histórias dentro do gênero fotonovela elaboradas por Aline Baffa, Ana Basaglia, Andréa Rocha, Ane Cattariny Nossa, Danielle Barros, Evllin Oliveira, Jéssica Souza e Thina Curtis. Em 2023, a obra ganhou o Prêmio Angelo Agostini de melhor fanzine.